# 相川貴彦
相川 貴彦（あいかわ たかひこ、1986年12月29日 - ）は、東京都生まれのミュージシャン。
相川俊孝の曾孫、相川やす志の孫にあたる。武蔵工業大学（現東京都市大学）卒業。血液型は不明。
幼い時にはセントラル子供タレントに所属し、テレビドラマやCMに出演していた。

## テレビ
代表的なものは、1990年の『ぼくはおとなの味を知ってしまった』で知られる永谷園おとなのふりかけのCM。

## 音楽
- 『こどものこころはせかいをすくう』（2006年） - CD-R　「相川君」ソロ名義
- 『ゴミじゃないよ』（2011年） - CD-R　「相川君」ソロ名義
- 『誰かが何かしている』（2011年） - CD-R　「相川君」ソロ名義